# Cirvoi
Cirvoi (Zergói in dialetto locale) è una frazione di Belluno.
Il paese sorge a quota 545 metri sul livello del mare, nel versante settentrionale delle prealpi, ai piedi del Nevegal. Si trova a circa 5 km a sud dal capoluogo comunale.

## Geografia e accessi
Cirvoi si raggiunge:
- Da Belluno salendo verso Castion, proseguendo poi in direzione del Nevegal, svoltando a destra in corrispondenza di Caleipo, seguendo infine la segnaletica.[2]
- Dal Nevegal scendendo lungo la sterrata via del Malvan e proseguendo poi verso Cirvoi lungo via Col de Gou che conduce nella piazza del paese.[2]
- Da Cet, percorrendo la stretta via Cet (strada prevalentemente non asfaltata fruibile soprattutto in mountain bike).

Cirvoi è servito dall'autobus urbano (linea J).
Si possono distinguere tre principali parti del paese: il nucleo centrale, organizzato attorno alla chiesa; la porzione lungo l'ultimo tratto di via Cirvoi verso la piazza; la zona meno abitata, verso il Nevegal e il torrente Cicogna con varie case sparse.

## Storia
Dell'esistenza di Cirvoi si ha notizia certa, da atti di compravendita, dall'inizio del XVI secolo, anche se il paese esisteva già in epoca più antica. A Cirvoi si trova, infatti, un lavatoio che la tradizione orale del paese indica come coperchio di una tomba di epoca ostrogota . 
Lo storico bellunese Piloni riferisce che gli abitanti di Cirvoi sarebbero stati liberati dalla servitù della gleba soltanto nel 1414, su loro richiesta, ad opera del vescovo di Belluno e Feltre Enrico Scarampi. Secondo alcune fonti tale evento rifletterebbe la possibile localizzazione a Cirvoi di una presunta fara longobarda del Castionese. Il tipico cognome Dal Farra arrivò a Cirvoi agli inizi del 1400 con alcune persone provenienti da Farra d'Alpago probabilmente allevatori di pecore e commercianti di legname. Nella metà del 1600 si ha notizia che i Dal Farra avevano acquistato da Venezia i terreni appartenenti alla Regola del paese. Altro cognome tipico del paese è Reolon che anticamente era scritto Revolon o Rovolon. Si può ipotizzare che Cirvoi si trovasse su un'antica strada di passaggio fra la Val Belluna e Ceneda (attuale Vittorio Veneto) e che potesse essere sorto sui confini dell'Impero Bizantino. Quasi sicuramente nella zona sono passati i Romani, i Goti, gli Alemanni, i Longobardi ed ognuno può aver lasciato traccia del proprio passaggio. Alla base di un camino in una casa del paese c'è una piccola lapide incisa con il nome Sicinus in caratteri latini il che fa pensare ad un antico abitante di epoca romana. Vicino a questa lapide c'è un grosso sasso che potrebbe essere un cippo gromatico utilizzato in epoca romana. Il campanile era probabilmente un'antica torre di vedetta dell'antico castello di Castione (da cui deriva Castion) ed era in contatto visivo con altre località del Castionese dove sono stati ritrovati resti di antiche fortificazioni. Alcuni toponimi tuttora esistenti (Col de Castel, Sitade, Col de Gou, Spinada) fanno pensare che ci possano essere state delle fortificazioni e che siano state dimenticate con il tempo. Si può supporre che i confini del ducato longobardo di Ceneda comprendessero inizialmente anche tutto il Castionese e Cirvoi, e che il fiume Piave facesse da confine con Belluno. Poi per comodità la zona è passata con Belluno dopo circa due secoli. Questo lo si può dedurre dalla Chiesa dedicata a San Tiziano (stesso patrono di Ceneda) e a San Michele Arcangelo, nomi che si ritrovano anche in altre località abitate a suo tempo dai longobardi e dalla tradizione per le donne di andare a visitare il santuario di Santa Augusta vicino a Ceneda.

## Monumenti e luoghi d'interesse
La chiesa del paese, il cui campanile è stato ristrutturato nel 2006, è intitolata a San Tiziano ed è stata ampliata e restaurata dalla famiglia Persicini intorno alla metà del 1600, su un preesistente impianto la cui più antica testimonianza risale al 1394.Ma la chiesa era senz'altro antecedente a questa data. Essa è qualificata come sacramentale. All'interno si trovano alcune opere pittoriche e scultoree, fra le quali vi sono lavori di Antonio de Nes, Giovanni Fossa e Giuseppe Orisi.
Nella piazza di Cirvoi sono visibili dei murales dedicati alla Resistenza italiana, realizzati negli anni ottanta del XX secolo, in onore dei molti abitanti del paese che vi hanno partecipato come partigiani. Interessanti o quantomeno curiose sono anche le statue collocate sulle colonne dell'ingresso del cortile cosiddetto "dei Sponga", di fronte ai murales, piuttosto antiche ma di incerta origine (vedere galleria fotografica). Queste due particolari statue facevano parte del giardino della villa di campagna della nobile famiglia Persicini. La villa non è più visibile perché è stata oggetto di restauri poco felici che ne hanno fatto perdere per sempre la configurazione seicentesca. Curiosa, sebbene certamente non antica, è anche, salendo dalla piazza verso il Nevegal, la fontana detta "dell'alpino". Nella direzione opposta, scendendo dalla piazza, si incontrano un'altra particolare scultura sulla colonna al lato dell'ingresso di un cortile, e un lavatoio utilizzato fino a pochi decenni fa dagli abitanti del paese, restaurato nel 2006.

## Eventi
A Cirvoi si tiene ogni due anni la Festa dei Cortivi, caratteristica manifestazione a metà fra la sagra paesana e l'iniziativa culturale. Con frequenza annuale, neve permettendo, si svolge anche una gara di slittino lungo la ripida Via Col de Gou.

## Galleria d'immagini

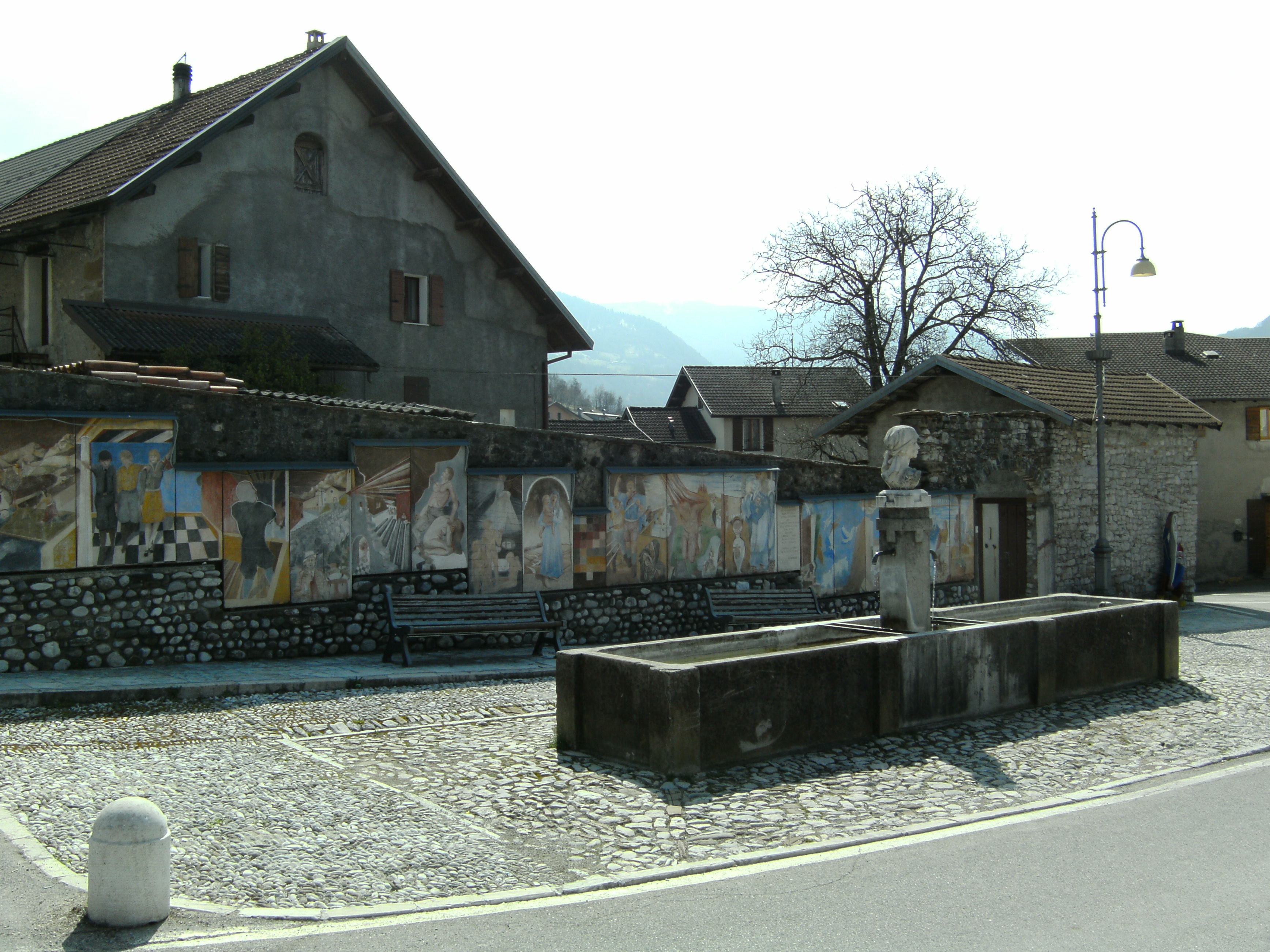
La piazza di Cirvoi
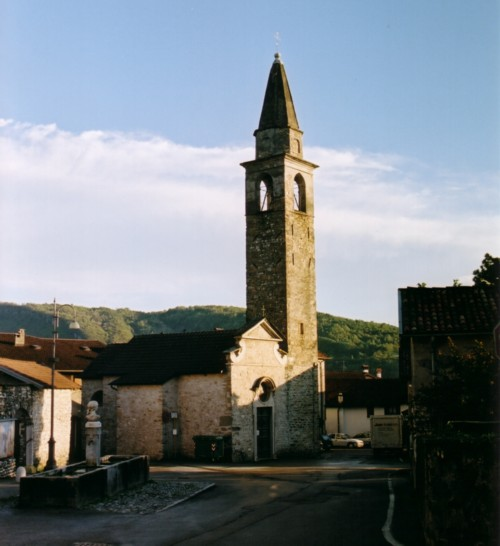
La chiesa di S.Tiziano
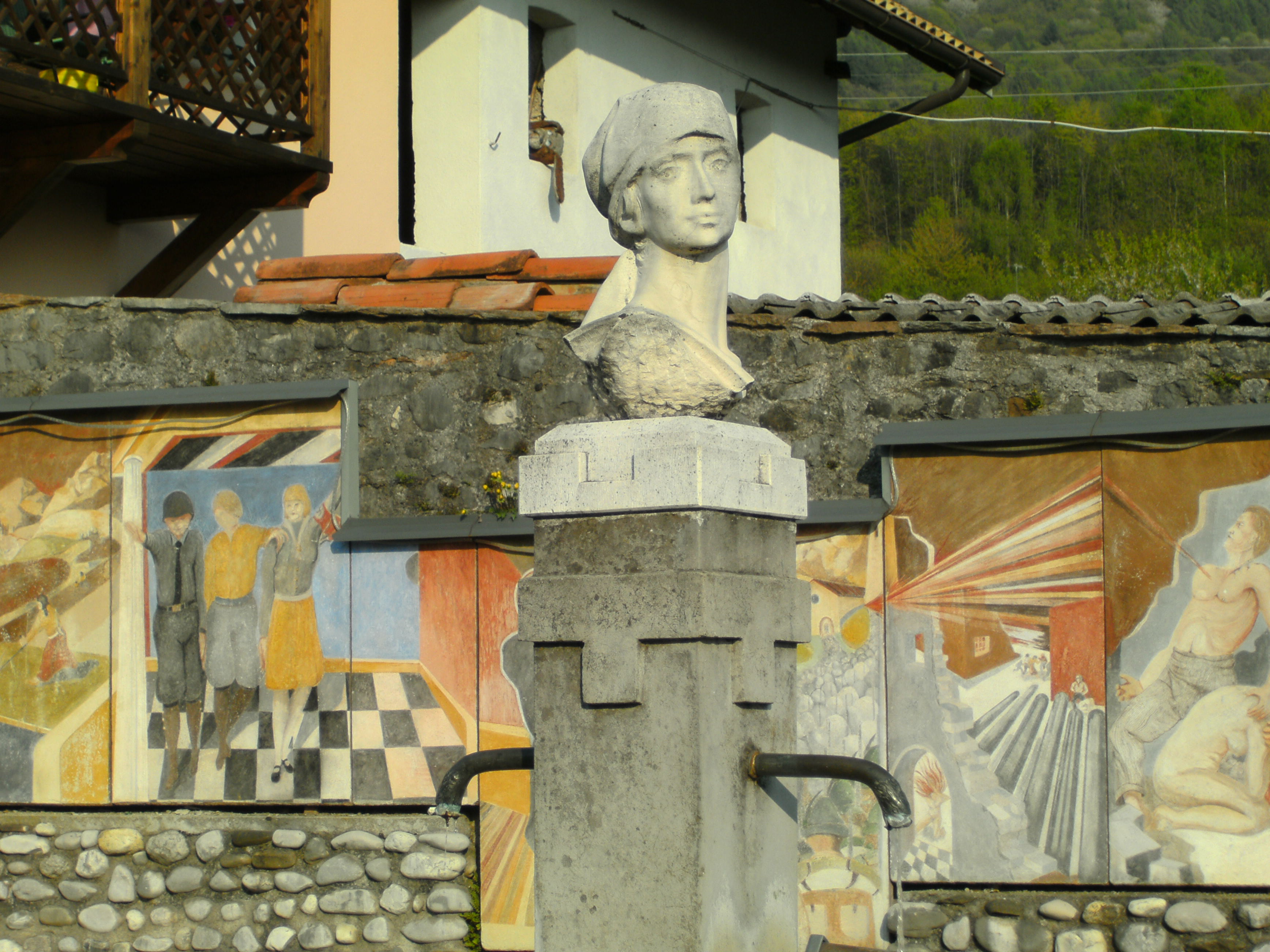
Dettaglio della fontana di Cirvoi
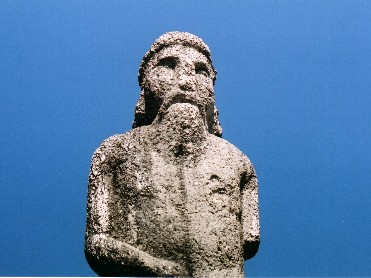
Antica statua all'ingresso di un cortile del paese
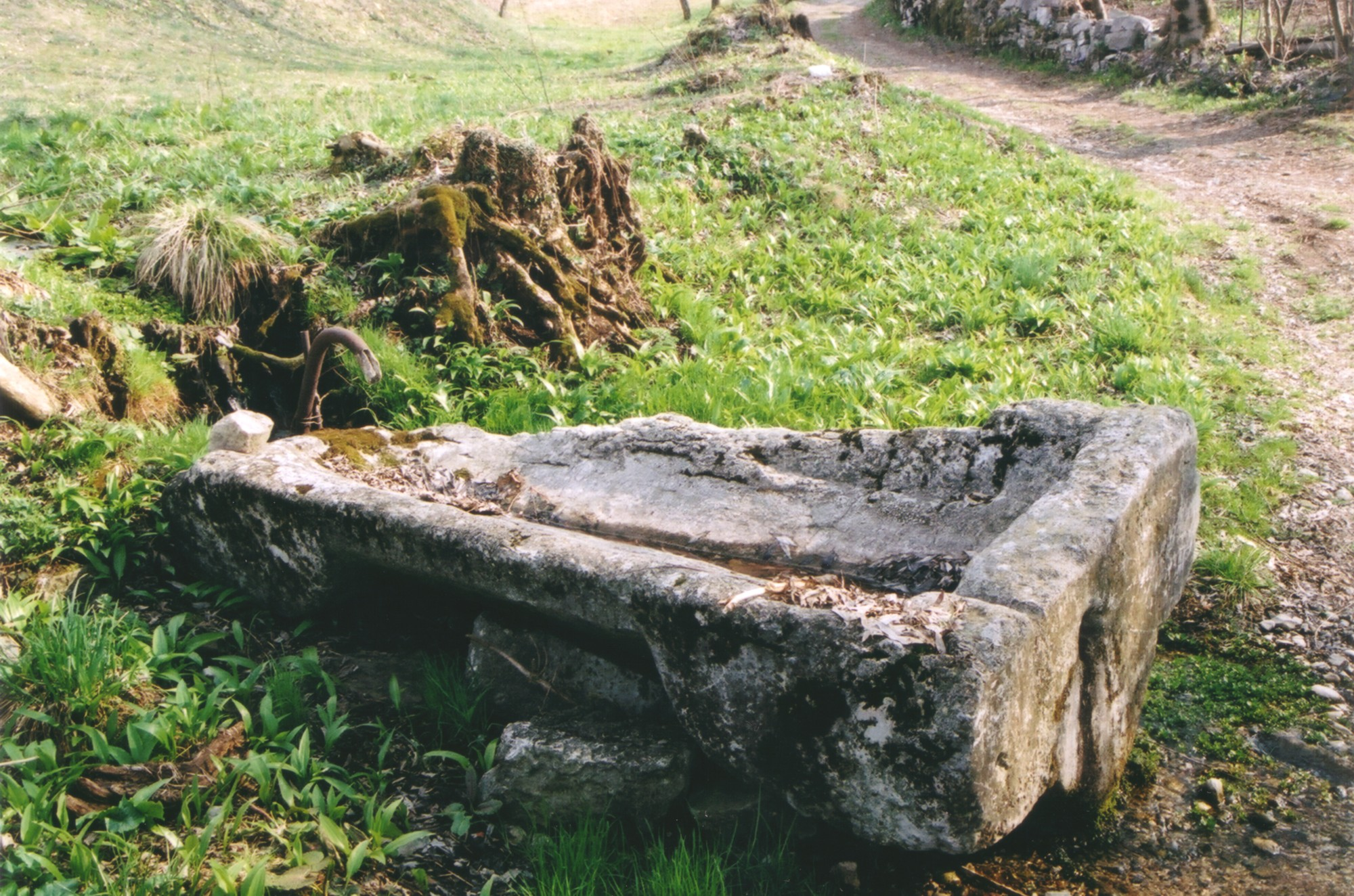
Il vecchio lavello di Cirvoi indicato come coperchio di tomba ostrogota.
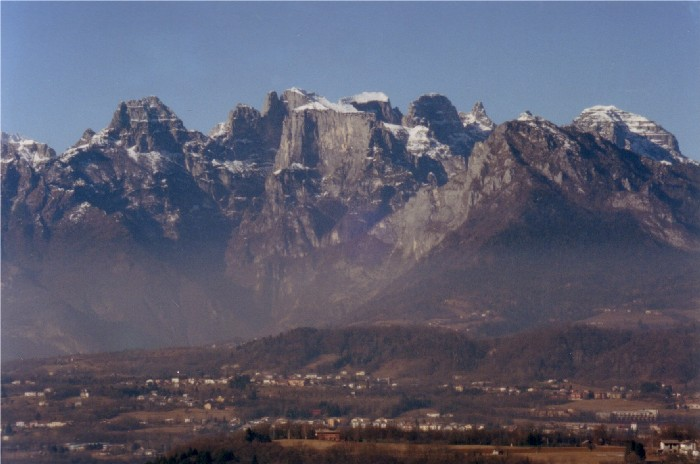
I Monti del Sole visti da Cirvoi
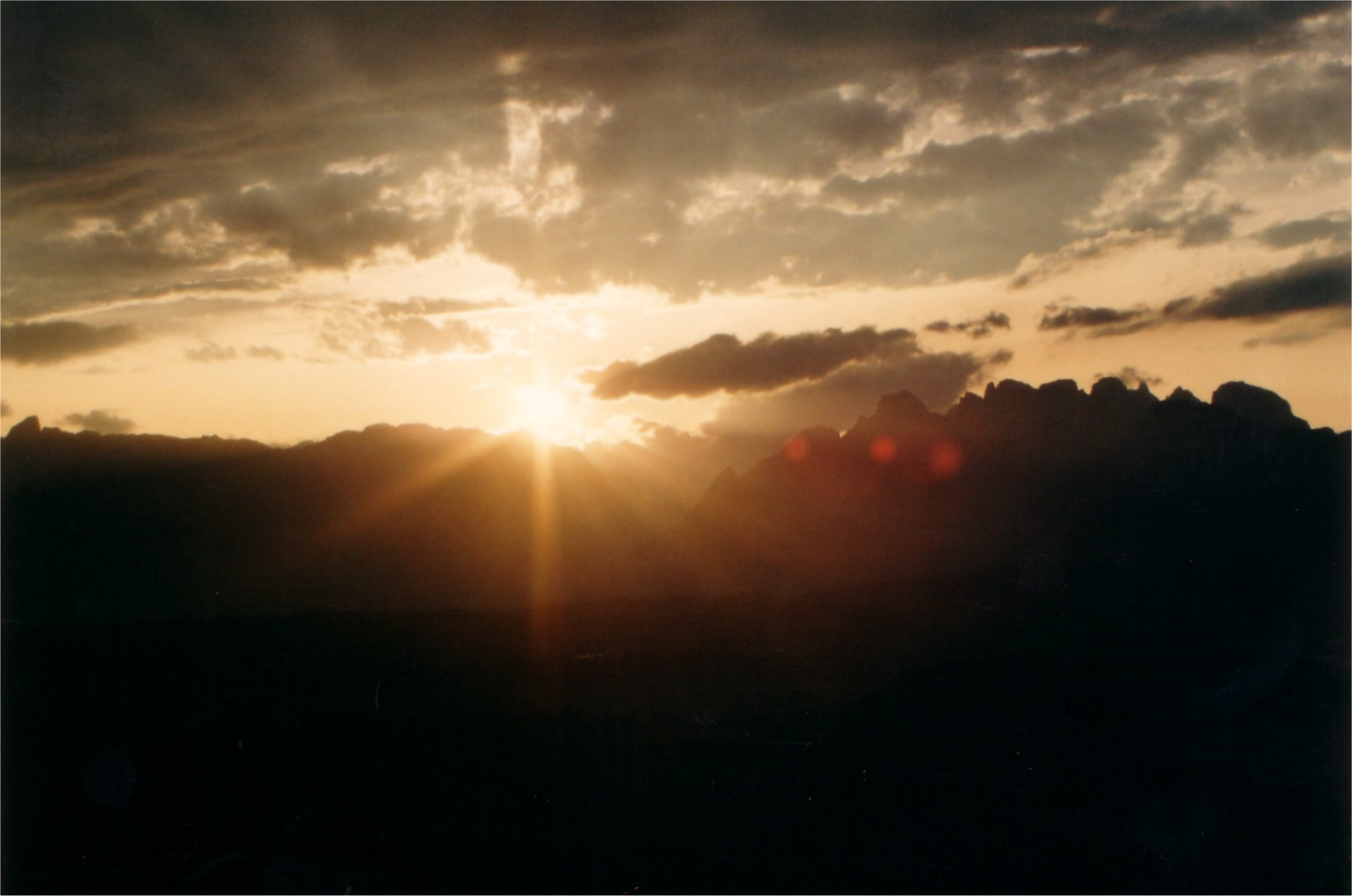
Tramonto sulle Pale di San Martino da Cirvoi
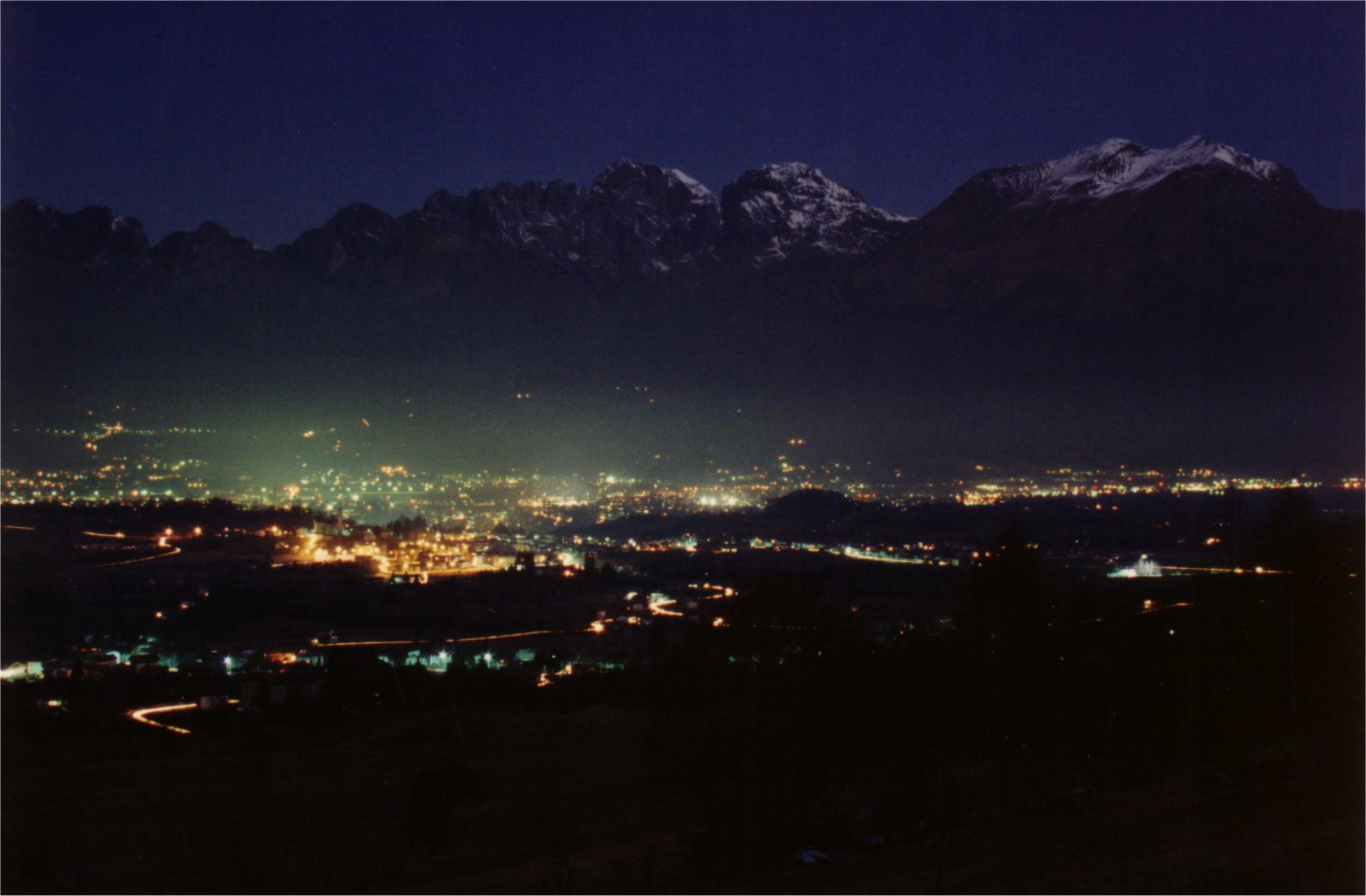
Vista notturna su Castion e Belluno da Cirvoi
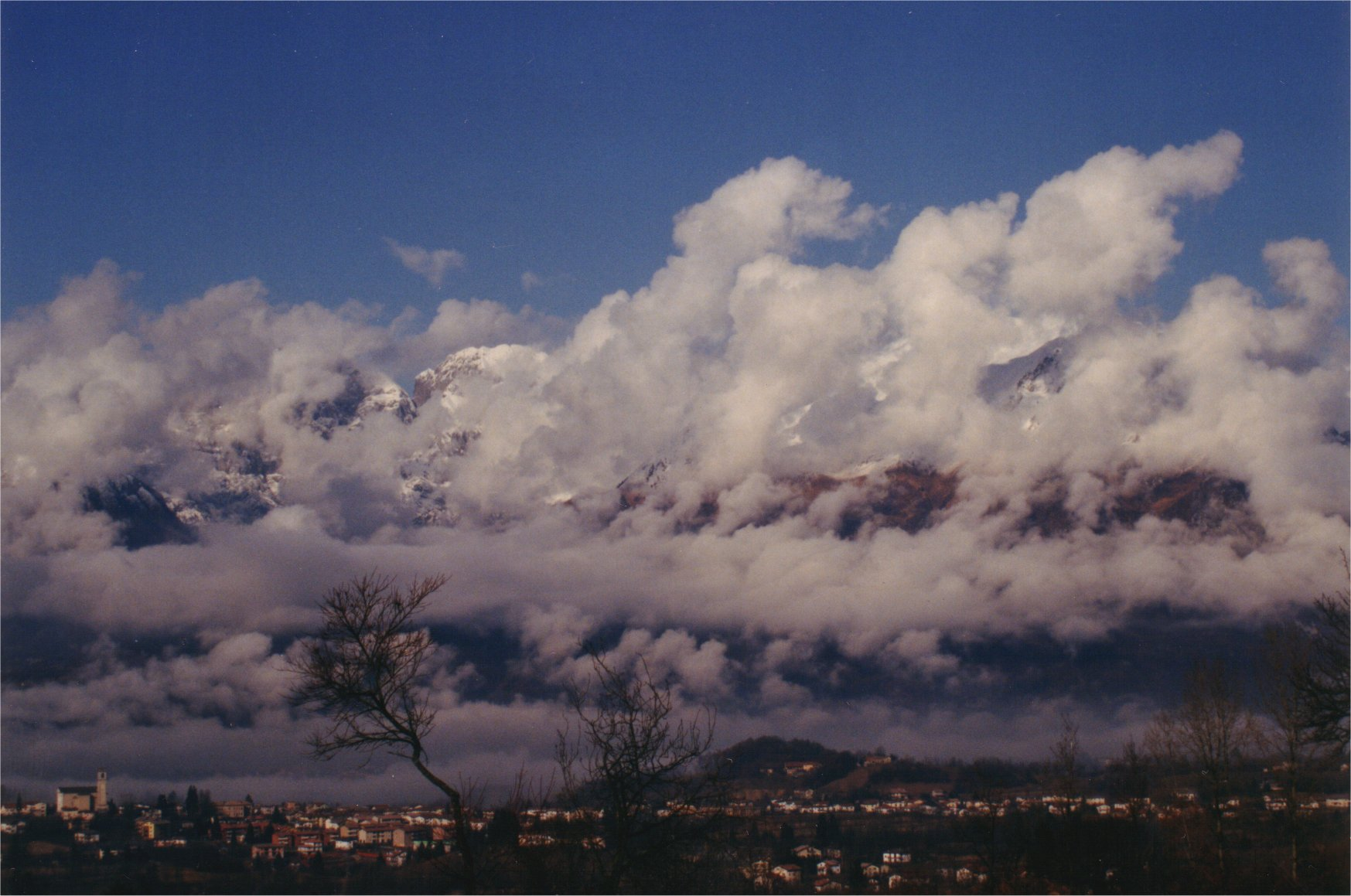
Panoramica su Castion e Belluno da Cirvoi